# 馬達加斯加奧林匹克委員會

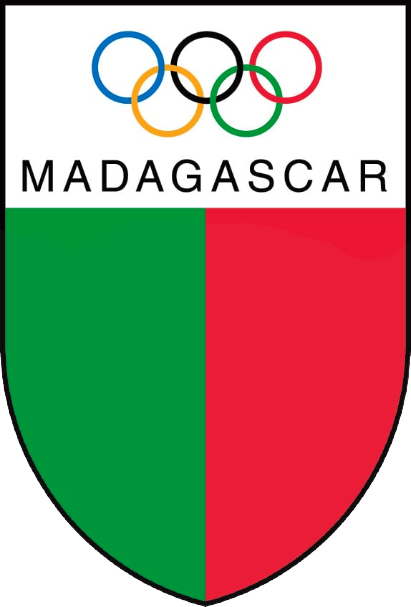
馬達加斯加奧林匹克委員會的旗幟

馬達加斯加奧林匹克委員會（Madagascar Olympic Committee）是馬達加斯加的國家奧林匹克委員會。該組織成立於1963年，是國際奧委會和非洲國家奧林匹克委員會聯合會的成員。1964年，首次派員參加在日本東京舉辦的夏季奧運會。
現時，馬達加斯加奧林匹克委員會的總部設在首都安塔那那利佛，主席是Mr Siteny Thierry。

## 資料來源
1. ↑  .   [2014-04-19]. （原始内容存档于2009-02-20）. （页面存档备份，存于）